# Ferrovia Arras-Dunkerque
La ferrovia Arras-Dunkerque (Ligne d'Arras à Dunkerque-Locale in francese) è una linea ferroviaria francese a scartamento ordinario lunga 113 km che unisce la città di Arras con il porto di Dunkerque, nell'Alta Francia.

## Storia
La ferrovia fu realizzata dalla Compagnie du Chémin de fer du Nord in due tappe. Il primo troncone, tra Hazebrouck e Dunkerque, fu aperto al traffico nel 1848 come diramazione della Lilla-Calais. La seconda parte della linea, ovvero quella tra Arras e Hazebrouck, fu inaugurata nel 1861.